# OK コンピューター
『OK コンピューター』（オーケー コンピューター、英語: OK Computer）は、イギリスのロックバンド、レディオヘッドのスタジオ・アルバム。

## 概要
音楽的には、ほぼすべての曲ではエレクトリックギターやピアノ/シンセサイザー、ベース、ドラム、ストリングスまたはそれらのサウンドの加工によって音像を構築しており、ラップトップやハードディスクプリセットなどの本格的なコンピューターサウンドは次作『Kid A』とは違い、一部を除いてほとんど使われていない。 
3作のリカット・シングルのみならず、「No Surprises - Running From Demons（JP）」や「エアバッグ/How Am I Driving（US）」など、各国限定のEPもいくつかリリースされた。

## 制作
無理なツアーやプロモーションのおかげで難産だった前作『ザ・ベンズ』の二の舞を避けるため、EMIは制作権限の多くをバンドに譲り、アルバムはナイジェル・ゴッドリッチ＆バンドのセルフ・プロデュースという形で、バンド自身が改築したキャンド・アプローズ（拍手喝采の缶詰の意）スタジオと、借用した大邸宅セント・キャリンズ・コートの2か所で制作された（メンバーによれば、「トイレすらない場所とトイレが7つもある場所で作った」）。
トムの頭の中には、大々的にアルバム制作に取り掛かる以前から、今作に対する凝り固まったいくつかのアイデアがあったという。特にアルバム全体を貫く歌詞の象徴的な論旨については、アルバム制作時点から完成まで大きな路線変更はなかったとされる。逆に音楽的な面では二転三転し、制作半ばにおいて「いわゆる商品になるレベルにはとっくに達してたんだけど、そこから3分の2近くをぶち壊して再構成する事になったんだ」（同/ナイジェルの証言）という。また、「ナイジェルがミキサーの前でいろんなパラメータをいじくって、トムがそれに対して偏執的に質問をぶつけてるんだ。そしてある瞬間で「これだ、今の音だ」っていう事になるわけさ。傍から見てると笑える光景だよ」「OK コンピューターは、素晴らしい土台の上にアクシデントを詰めて一時間にパックしたもの」という発言に裏付けされるように、ゴールを決めてそこに接近していくというよりも、ある種の実験性を伴って作品の制作が進められた。
この時期に制作されたデモ音源は、数多くのアウトテイクとなり、ほとんどは何度もライブで演奏されつつ、大きくリアレンジされたり歌詞が全く変わったり、時にはタイトル以外全てが変わったりなどして、以降のアルバムに収録され続けている。
制作開始から1年弱で完成したこの作品に、メンバーは大満足したという。
しかし、アルバムが大ヒットを狙った大衆に分かりやすいコマーシャルなものではなかったことに対し、主に一部の契約レーベル関係から非難の声が上がった。このような動きに対して、メンバーは自信を幾分喪失したという。トムは次のように語った。

## 反響
レディオヘッドの世界的な出世作となった。
発売直後のメディア/プレスの評価自体は軒並み高く、本国イギリスでは初のアルバムチャート首位を記録、その年の年間チャート8位を記録した。
アメリカでは最高位21位ながら年明けには100位以内に復帰し、最終的には発売からちょうど1年後にビルボード37位まで再浮上するなど、最終的に55週チャートインするロングヒットになった。このアルバムは少なくとも780万枚ほどの売り上げ記録を持ち、バンド史上最大のヒットである。
驚異的なロングセールスの要因として、1997年のグラストンベリー・フェスティバルにおいて初めてフェスのトリを務めたことである。その圧倒的な評判で、後年のランキングなどでもこのライブはよく上位にランクインする。しかし本人たちは、諸々の事情で、心から楽しめた公演ではないと明かしている。
第40回グラミー賞の「年間最優秀アルバム賞」と「最優秀オルタナティヴ・ミュージック・パフォーマンス」にノミネートされ、後者を受賞した。
2005年にチャンネル4が行なった「偉大なアルバム・トップ100」視聴者投票では1位を記録。
ローリングストーン誌が選ぶオールタイム・ベストアルバム500(2020年版)では42位にランクイン。
世界中で780万枚以上を売り上げ、現在も更新中。イギリスではトリプル・プラチナ、アメリカではダブル・プラチナに認定されている。結果的に、少なくともセールス的には、メンバーの心配は杞憂に終わった。

## 収録曲
作詞/作曲は全てトム・ヨーク、ジョニー・グリーンウッド、フィル・セルウェイ、エド・オブライエン、コリン・グリーンウッド
1. エアバッグ - "Airbag" – 4:44
2. "パラノイド・アンドロイド - Paranoid Android" – 6:23
3. サブタレニアン・ホームシック・エイリアン - "Subterranean Homesick Alien" – 4:27
ローズ・ピアノのバッキングで歌われる3拍子の曲。トムは、マイルス・デイヴィスの「ビッチェズ・ブリュー」からの影響が色濃いと語っている。完成まで何度かタイトルが変わっているが、最終的にはボブ・ディランの曲をもじったこのタイトルになった。
4. イグジット・ミュージック - "Exit Music (For a Film)" – 4:24
バズ・ラーマン監督作品『ロミオ+ジュリエット』のエンドロールのために書き下ろされた。元々、サウンドトラックへ収録される予定だったが、バンド側は拒否し、このアルバムに収録されることになった。ちなみに、同じくロミオとジュリエットを題材としているフランコ・ゼフィレッリ監督の同名の映画を、トムはスクール時代に見た経験があり、それを思い出しながら歌詞を綴ったという。伝記作家ジェイムズ・ドヘニーの評では「まさに墓場のような響き」。トムはこの曲を「目眩がするほど素晴らしい」と評している。
5. レット・ダウン - "Let Down" – 4:59
最後のシングル用の曲だったが、ミュージック・ビデオの採算が合わないことから、取り止めになった。「フィル・スペクター賛歌（厚い音の仕上がりを評して）」とエドとコリンは語っている。歌詞のイメージは「"Let Down"はスピードと移動が人の心に及ぼすもの」（ジョニー）だという。歌詞は難産で、特に「Crushed like〜（虫のように地面に叩きつけられて）」「Wings twitch〜（羽は痙攣し、脚は腐っていく）」の部分は何度も書き直したという。最終テイクはセント・キャリンズコートでナイジェルがいない中、夜中の3時頃に録音された。Mojo誌のキース・オールディンのレビューにおいての今曲の評は「とろけるようなアルペジオ。最後の1分間のまたたきは、およそこの世のものとは思えない」。
6. "カーマ・ポリス - Karma Police" – 4:22
7. フィッター・ハッピアー - "Fitter Happier" – 1:57
コンピューターボイスに歌詞を読ませる曲。発音がやや不自由なところを、メンバーが気に入って利用している。アルバムのターニングポイントになっているほか、その歌詞がかなり鮮烈である（いわゆる典型的イギリス人中産階級の「望みリスト」を長々と挙げたのち、それに対するシニカルなオチが待っている）ため、当初はプロモーションの一環としてミュージック・ビデオが作られる構想があった。
8. イレクショニアリング - "Electioneering" – 3:51
アルバムの中で最もアップテンポな曲。歌詞は、ノーム・チョムスキーの著作から大きく影響されている。「選挙期間中は正論を吐きます。諸君の一票に期待しています。単なるビジネスなのですよ。牛肉加工品、国際通貨基金。諸君の一票に期待しています」というヴァースの歌詞で、現代政治家を大いに皮肉っている。
「音楽的に単なるイギー・ポップソング」とはジョニーの弁。トムはこの曲のフィルのドラムを気に入っているという（共に当時のロッキング・オン）。アルバムリリース前から、収録曲の中で最も早い時期にほぼ完成版に近い状態でライブで演奏されていた（1996年オランダのピンクポップフェスティバルなど）。
9. クライミング・アップ・ザ・ウォールズ - "Climbing Up the Walls" – 4:45
ストリングスやトランジスタラジオ、フットベースが使われ、ノイズと叫びの不協和音でクライマックスを迎える曲。家庭内殺人をモチーフにした歌詞を「閉所恐怖症的」とメンバーは語っている。Mojo誌のキース・オールディンのレビューにおいての、今曲の評は「黒ぐろしいかたまりのような音」。
10. "ノー・サプライゼズ - No Surprises" – 3:49
11. ラッキー - "Lucky" – 4:20
元は、戦争孤児チャリティ用コンピレーション・アルバム用の曲として先行リリースされた曲。日本ツアー中にエドが何気なく弾いた、ナット上の弦を鳴らした時の高音をヒントに生まれた。収録曲の中では最も古くに完成された曲。前作『ザ・ベンズ』後に今まで陰鬱な歌詞ばかりを綴ってきたトムが内省し、なるべくポジティブな事柄を曲にしようと試していた期間に書かれている。「"Lucky"は完全な解放の歌」として仕上がったが、「アルバム全体としてはそうはならなかった」という[9]。ちなみに、チベタン・フリーダムコンサートではR.E.M.とこの曲をセッションし、2003グラストンベリー・フェスティバルではそのこともあってか、この曲の前にトムはMCで「あっちで演奏しているR.E.M.に捧ぐ」と語った。
12. ザ・トゥーリスト - "The Tourist" – 5:25
ジョニーだけで完成させた3拍子の曲。最後はベルの音で曲とアルバムが締めくくられる形になっている。トムの評は「愉快なくらいにピンク・フロイドっぽい」。

## チャート
| チャート（1997年）               | 最高順位 |
| -------------------------------- | -------- |
| イギリス（全英アルバムチャート） | 1        |
| アメリカ（Billboard 200）        | 21       |